# Sporting Étoile Club de Bastia 1973-1974
Questa voce raccoglie le informazioni riguardanti lo Sporting Étoile Club de Bastia  nelle competizioni ufficiali della stagione 1973-1974.

## Maglie e sponsor
Lo sponsor tecnico per la stagione 1973-1974 è Le Coq Sportif, mentre lo sponsor ufficiale è Monsieur Meuble.
| Manica sinistra · Maglietta · Maglietta · Manica destra · Pantaloncini · Calzettoni | Manica sinistra · Maglietta · Maglietta · Manica destra · Pantaloncini · Calzettoni |  |

## Rosa
| N. |                           | Ruolo | Calciatore           |
| -- | ------------------------- | ----- | -------------------- |
|    | Francia (bandiera)        | P     | Gérard Gili          |
|    | Jugoslavia (bandiera)     | P     | Ilija Pantelić       |
|    | Francia (bandiera)        | D     | André Burkhard       |
|    | Germania Ovest (bandiera) | D     | Ferdinand Heidkamp   |
|    | Francia (bandiera)        | D     | Jean-Louis Luccini   |
|    | Francia (bandiera)        | D     | Charles Orlanducci   |
|    | Francia (bandiera)        | D     | Gilbert Ravanello    |
|    | Francia (bandiera)        | D     | Daniel Solas         |
|    | Francia (bandiera)        | C     | André Travetto       |
|    | Francia (bandiera)        | C     | José Broissart       |
|    | Francia (bandiera)        | C     | Georges Calmettes    |
|    | Francia (bandiera)        | C     | Jean-Pierre Giordani |

| N. |                    | Ruolo | Calciatore         |
| -- | ------------------ | ----- | ------------------ |
|    | Francia (bandiera) | C     | José Graziani      |
|    | Francia (bandiera) | C     | François Marinetti |
|    | Francia (bandiera) | C     | Claude Papi        |
|    | Francia (bandiera) | A     | Félix Burdino      |
|    | Francia (bandiera) | A     | Pierre Giudicelli  |
|    | Francia (bandiera) | A     | Marc Kanyan Case   |
|    | Francia (bandiera) | A     | Serge Lenoir       |
|    | Francia (bandiera) | A     | Michel Prost       |
|    | Francia (bandiera) | A     | Alain Santucci     |
|    | Francia (bandiera) | A     | Jacky Vergnes      |
|    | Francia (bandiera) | A     | Jacques Zimako     |